# Вімартен-сюр-Орт
Вімартен-сюр-Орт (фр. Vimartin-sur-Orthe) — муніципалітет у Франції, у регіоні Пеї-де-ла-Луар, департамент Маєнн. Вімартен-сюр-Орт утворено 1-1-2021 шляхом злиття муніципалітетів Сен-Мартен-де-Конне, Сен-П'єрр-сюр-Орт i Вімарсе. Адміністративним центром муніципалітету є Сен-П'єрр-сюр-Орт. Населення — 1118 осіб (01.01.2021).